# 莫扎特主題變奏及賦格曲
《莫扎特主題、變奏及賦格曲》，作品132（德語：Variationen und Fuge über ein Thema von Mozart），是德國作曲家雷格的管絃樂作品。亦是他最為後人所熟識的代表作。

## 背景
樂曲創作於1914年夏天，本來預定於同年10月於科隆由邁寧根宮延樂團（Meiningen Court Orchestra）作首演，並孰意雷格的前輩斯坦巴赫（Fritz Steinbach）擔任指揮。可是斯坦巴赫後來卻辭演，加上第一次世界大戰的爆發，令到不少音樂會被逼延期，還有的是，雷格的贊助人邁寧根公爵喬治二世離世，令他決定離開工作多年的邁寧根宮延樂團。樂曲原本打算題獻給樂團，亦因此而打消了。
樂曲首次公演最後延至1915年1月8日於威斯巴登舉行，但由於雷格曾承諾將首演權交予指揮家雷威（Ferdinand Löwe）及維也納交響樂團，因此後來1月20日於維也納舉行的演出才被認定為正式的「世界首演」。
雷格晚年才開始譜寫管絃樂作品，但由於他本色具有出色的對位及和聲技巧，很快便能寫出熟練而結構複雜的管絃樂作品。這首樂曲便是其中一個例子，當中絃樂器在部份樂章採用多聲部分拆的寫作手法，令織體變得異常豐厚，然而，這也是被部份樂評人批評他的音樂過份複雜，缺乏了聚焦，也令聽眾難以明白。

## 配器
雖然二十世紀初管絃樂團的樂器已經變得多種類化，但雷格卻採用莫扎特後期的古典時期的樂隊編制，所有變種木管樂器、長號、大號、及除定音鼓以外的敲擊樂器全部棄用，雖然加入了豎琴，但大都以和絃伴奏為主，而且演奏量亦不多。
- 木管樂器：3長笛、2雙簧管、2單簧管、2巴松管
- 銅管樂器：4圓號、2小號
- 敲擊樂器：定音鼓（3個）
- 絃樂器：第1小提琴、第2小提琴、中提琴、大提琴、低音提琴、豎琴；當中第1小提琴、第2小提琴、中提琴、大提琴在某些樂章須再分為正常演奏組（Senza sordino）及弱奏組（con sordino）。

## 樂曲結構
樂曲以莫扎特的A大調鋼琴奏鳴曲，K331中的第1樂章為骨幹，採用了相同的主題旋律，也保留原曲所意的變奏部份，但內容則為全新寫成。全曲共分為主奏部份、8個變奏及賦格曲，共10個段落，演奏時間大約為25分鐘。
由於作曲家在樂譜上特別要求，須特別著名哪些樂章是使用了絃樂弱奏組，因此本介紹中，凡使用絃樂分部的，會以斜粗體顯示。
- 主題：優美的行板（Andante grazioso），6/8，A大調

等同於原曲的管絃樂版本，以第1雙簧管及2支單簧管為主導，重奏則改由絃樂組（正常演奏）擔任。
- 第1變奏：保持速度（L'istesso tempo）、貼近，並再要近乎緩板（Quasi un poco piu lento），6/8，A大調

主奏樂器及旋律沒有改變，只是加插了大量絃樂器、長笛及豎琴的速奏音及泛音群。
- 第2變奏：稍為激動地（Poco agitato）、不太過份的快板（non troppo allegro），6/8，F大調

將主題旋律反轉（inverted）而成，並由弱音組及豎琴以大量16分音符群襯托著。
- 第3變奏：有動感（Con moto），2/4，a小調

將符點主題簡化及音值以8分音符平均化，伴奏相對較為簡單，大多數時候都只以16分音符群作襯托。
- 第4變奏：甚快板（Vivace），2/4，e小調

具號曲（Fanfare）風格的節奏，開頭的幾個小節卻和譜號就不吻合。號曲節奏由頭至尾都保持著，氣氛熱鬧。
- 第5變奏：近乎最速板（Quasi Presto），6/8，a小調

加入大量半音經過音，以木管樂器為主導。
- 第6變奏：持續地（Sostenuto）、近乎最慢板（Quasi Adagietto），2/4，D大調

類近於第3變奏，都是將符點主題簡化，並將音值平均化，木管及絃樂及後配以16分三連音及32分跳音為伴奏。
- 第7變奏：優美的行板（Andante grazioso），6/8，F大調

圓號四重奏吹奏主題，絃樂則以主題第1小節的節奏組前後交換，並重覆突出長、短節奏動機。
- 第8變奏：持續地（Molto Sostenuto），6/4，E大調

運用延長技巧，絃樂以三連音、快速碎奏及小提琴高音副旋律(descant)，襯托大提琴及低音提琴於低音區域的主題部份。
- 賦格曲：優美的小行板（Allegretto grazioso），6/8，A大調

由第1小提琴；第2小提琴；中提琴及大提琴；第1巴松管、大提琴及低音提琴先後奏出賦格主題，其他木管樂則先以伴隨對應絃樂器作和聲開始，慢慢再融入絃樂器中，銅管樂在中段加入，經過一連串變奏過渡後，樂曲過渡至強奏。結尾部份由銅管樂器重新將主題再現，而其他樂器則保持賦格旋律（這種寫作手法，後來在布烈頓的《青少年管絃樂入門》中也是如此），直到最強奏之下完結。